# Луговской, Флор Иудич
Флор Иудич Луговской — российский думный дворянин и дипломат Смутного времени, воевода Казани известный также по прозвищу Томила. В конце жизни постригся в монахи.

## Биография
В мае 1607 года Луговской будучи уже дьяком участвовал в походе царя Василия Ивановича Шуйского и принял участие в осаде Тулы, которая закончилась взятием города и пленением основных предводителей восстания Болотникова.
В 1608 году Ф. И. Луговской неоднократно участвовал во встрече литовских послов и посланников, бывавших на приеме у русского царя Василия Ивановича, а иногда был «в ответе» с этими послами. В начале мая 1609 года, когда расспрашивали в Тушинском стане пришедшего туда из Москвы молодого подьячего про положение дел в Москве, он назвал в числе больших бояр Томилу Луговского, не принадлежавшего к сторонникам Лжедмитрия II. Как видно из списка, составленного в 1610 году, вероятно для отсылки королю Сигизмунду III Вазе, Луговской, бывший в то время дьяком Новгородского разряда, был приверженцем царя Василия Ивановича Шуйского. В этом списке помещена следующая фраза, сказанная царю Василию Ивановичу тремя дьяками: «побил-де еси Сендомирского (т. е. Мнишка, отца Марины) с товарыщи, Польша-де и Литва у тебя вся в руках». Дьяки эти были; родственник царя по жене его, княжне Буйносовой-Ростовской, дьяк Московского разряда Василий Осипович Янов (надо полагать, из захудалой ветви князей Ростовских), дьяк Посольского приказа Василий Григорьевич Телепнев и Томила Луговской.
По сведении с престола царя Василия Ивановича в августе 1610 года происходили переговоры между гетманом Станиславом Жолкевским и избранными Боярской Думой лицами об условиях избрания на Московский престол польского королевича Владислава. В этих переговорах принимал участие и Луговской, бывший уже тогда думным дьяком. Решено было отправить к королю Сигизмунду Великое посольство, с митрополитом Филаретом Никитичем Романовым и князем Василием Васильевичем Голицыным во главе. За ними следовали наиболее видные члены: из духовенства Спасский архимандрит Евфимий и Троицкий келарь Авраамий, из светских властей — окольничий князь Данило Иванович Мезецкой, думный дворянин Василий Борисович Сукин, думные дьяки Томила Луговской и Сыдавный-Васильев. Общее число лиц, сопровождавших великое посольство, составляло более 120 человек.
Послам был дан наказ, в основу которого положены условия, заключенные в Москве с Жолкевским; главным из этих условий было немедленное принятие Владиславом православия. 7 октября 1610 года послы приехали под Смоленск, осаждаемый Сигизмундом. 12 октября они представились королю. Филарет Никитич подал патриаршую грамоту, которую принял канцлер Лев Сапега; затем, по очереди, говорили речи: князь Голицын, князь Мезецкий, В. Б. Сукин, Луговской и Сыдавный-Васильев. Вот речь Луговского, отличающаяся краткостью и ясностью: 

«Патриарх и весь освященный Собор того хотят и Бога молят, а все чины и вся земля Государю Королевичу и детям его, которых ему Господь Бог даст, целовали святый и животворящий крест Господень на том, что нам ему, Государю, и детям его во веки служити и добра хотети во всем, как и прежним прирожденным Великим Государем Царем и Великим Князем всея Русии, а лиха ему, Государю, и детем его нам не хотети, ни думати, ни мыслити, и инова никого из Московского государства и из иных государств на Московское государство, опричь Государя Владислава Королевича, не хотети. А ему Государю, будучи на Московском государстве, пожаловати делати во всем по нашему прошенью и по договору нас Московского государства послов с вами, Великим Государем Жигимонтом Королем, и по утвержденной записи Гетмана Станислава Станиславовича Жолкевского».

В заключение князь Голицын бил челом, чтобы королевич скорее занял престол Московского царства и чтобы Сигизмунд велел панам Рады вступить с ними, московскими послами, в переговоры о разных государственных и земских делах. При этом он подал верющую грамоту, и все послы были допущены к руке короля. После ответной речи канцлера Сапеги маршал донес королю о посольских дарах, которые тут же и были поднесены. Луговской поднес: сорок соболей, черно-бурую лисицу, рысь и два зуба рыбьих.
Не вдаваясь в подробности переговоров, которые велись потом между московскими послами и панами Рады, при главном участии канцлера Сапеги и гетмана Жолкевского, приехавшего из Москвы под Смоленск, следует отметить выдающуюся роль Луговского, твердо стоявшего за соблюдение договора гетмана Жолкевского. На одном из съездов (по теперешнему на одном из заседаний), когда гетман требовал сдачи Смоленска и присяги со стороны смольнян не только королевичу, но и королю, послы велели думному дьяку Луговскому читать договор гетмана с Елецким и Волуевым при Царёве Займище. Сапега не дал ему читать и закричал: «Вам давно заказано упоминать об этой записи, вы этим хотите только позорить пана гетмана! если вперед об этой записи станете говорить, то вам будет худо». 
Луговской отвечал: «Хотя и помереть, а правду говорить: вы эту запись ни во что ставите, а мы и теперь, и вперед будем ею защищаться».
Настоятельное требование поляков, чтобы в Смоленск было впущено королевское войско, желание короля, под видом молодости Владислава, самому занять Московский престол и вытекающий из этого отказ немедленно отпустить королевича в Москву — возбудили сильное недовольство среди Московского посольства. Сами собой послы не могли решить судьбы Смоленска и желали отправить в Москву гонца, чтобы получить оттуда наказ о дальнейших действиях. Видя непреклонность Филарета Никитича и князя Голицына, Сапега старался склонить второстепенных членов посольства действовать в пользу короля и с этой целью устроил их отпуск в Москву. Спасский архимандрит, Троицкий келарь Авраамий Палицын, думный дворянин Сукин, дьяк Сыдавный-Васильев и многие дворяне и «разных чинов» люди получили от короля грамоты на поместья и другие пожалования, с правом ехать домой. Сапега прислал звать к себе Луговского, очевидно рассчитывая доказать ему выгоду действовать в интересах короля. Приехав к Сапеге, Луговской увидал у него Сукина и Сыдавного, одетых в богатые платья. Сапега сказал Луговскому: «Подожди немного: я только представлю этих господ и других дворян королю для отпуска, потому что Сукин стар, а другие, живя здесь, проелись». Луговской остановил Сапегу и сказал: 

«Лев Иванович! Не слыхано нигде, чтобы послы делывали так, как Сукин и Сыдавный делают: покинув государское и земское дело и товарищей своих, едут в Москву! Как им будет посмотреть на чудотворный образ Богородицы, от которой отпущены? За наш грех теперь у нас такое великое дело началось, какого в Московском государстве не бывало, кровь христианская беспрестанно льется, и вперед не знаем, как ей уняться. Хотя бы Василий Сукин и в самом деле занемог, то ему лучше б умереть тут, где послан, а от дела не отъезжать; и старше его живут, а дел не бросают. Если Сыдавный для того отпущен, что проелся, то и всех нас давно пора отпустить, все мы также проелись, подмога нам всем дана одинаковая. Судит им Бог, что так делают. Объявляю тебе, Лев Иванович: как только они в Москву приедут, то во всех людях начнется сомненье и печаль, и во всех городах оттого надобно ожидать большой шатости. Да и митрополиту с князем Васильем Васильевичем вперед нельзя будет ничего делать. Послано с митрополитом духовного чина пять человек, а нас послано с князем Васильем Васильевичем также пять человек: половину отпускают, а другую оставляют. Волен Бог да государь Сигизмунд король, а нам вперед ничего нельзя делать!»

Сапега старался успокоить Луговского и уверял его, что остающиеся под Смоленском члены московского посольства могут и одни справиться с возложенным на них делом. «Они» (т. е. отпущенные домой) — закончил свои доводы Сапега, — «государю нашему служат верно, быть может, глядя на них, и из вас кто-нибудь захочет также послужить верою и правдою, и государь их также пожалует великим своим жалованьем, поместьем и вотчинами, а кто захочет, то и в Москву прикажет отпустить». Луговской сказал на это: «Надобно у Бога и у Сигизмунда короля просить, чтоб кровь христианская литься перестала и государство успокоилось, а присланы мы к королевскому величеству не о себе промышлять и челом бить, но о всем Московском государстве».
После этого Сапега отправился к королю и велел Луговскому дожидаться своего возвращения. Вернувшись от короля, Сапега увел Луговского в другую комнату, чтобы продолжать беседу с ним наедине, и заявил ему, что король щедро наградит его, если он согласится ехать под Смоленск вместе с Сукиным. Луговской отвечал, что он ничего не может сделать, не посоветовавшись с митрополитом Филаретом и с князем Голицыным. «Как мне это сделать и вечную клятву на себя навести?» — закончил Луговской свой отказ. — «Не только Господь Бог и люди Московского государства мне за это не потерпят, и Земля меня не понесет. Я прислан от Московского государства в челобитчиках, и мне первому соблазн ввести? По Христову слову, лучше навязать на себя камень и вринуться в море. Да и государеву делу в том прибыли не будет. Знаю я подлинно, что под Смоленск и лучше меня подъезжали и королевскую милость сказывали, да они и тех не послушали, а если мы теперь поедем и объявится в нас ложь, то они вперед еще крепче будут и никого уже слушать не станут. Надобно, чтоб мы с ними повольно все съезжались, а не под стеною за приставом говорили: это они уже все знают». Сапега продолжал убеждать Луговского лишь поехать под Смоленск, предоставив Сукину говорить с жителями. Старания Сапеги добиться от Луговского, чтобы он хотя показался под стенами Смоленска, служат ясным доказательством того, что Луговской мог иметь большое влияние на решение смольнян, будучи известен, как человек честный и твердых правил. Ведь мог Сапега отправить с Сукиным другого думного дьяка, Сыдавного-Васильева, но очевидно только появление Луговского убедило бы смольнян в правдивости слов Сукина. Но Луговской остался непоколебим и, возвратившись в стан, рассказал все старшим послам. Беседа Сапеги с Луговским происходила в начале декабря 1610 года.
После того продолжались переговоры между поляками и московскими послами; главным предметом переговоров был по-прежнему Смоленск. 26 марта 1611 года митрополит Филарет, князь Голицын, князь Мезецкий, Ф. Луговской и несколько посольских дворян были приглашены для переговоров в польский стан, находившийся на другом берегу Днепра. Паны объявили послам, что они будут отправлены в Вильну, а пока останутся в польском стане. Выйдя из собрания, послы были окружены вооруженными жолнерами и отведены в две избы; митрополит Филарет был помещён отдельно, а Луговской вместе с князьями Голицыным и Мезецким. На дворе и вокруг двора расставили стражу и запретили посольским дворянам видеться с послами. В начале апреля, когда послы еще раз отказались содействовать вступлению в Смоленск королевского войска, а Луговской заявил при этом, что решено ждать окончательного ответа из Москвы, Сапега снова пригрозил, что их отправят в Вильну. Луговской не растерялся и отвечал: «Надобно кровь христианскую унять, а Польшею нас стращать нечего; Польшу мы знаем». 13 апреля послы были увезены в Польшу и оставались в плену восемь лет.
1 декабря 1618 года между Московским и Польско-Литовским государствами было заключено Деулинское перемирие, в силу которого назначено перемирие на 14½ лет и решено было произвести в Вязьме «размен» пленных. Ровно полгода спустя, 1 июня 1619 года совершился этот размен, а 10 царь прислал в Вязьму стольника князя С. И. Великого-Гагина со своим государевым жалованным словом и о здоровье спросить М. Б. Шеина, попавшего в плен после взятия Смоленска поляками, Луговского и дворян и детей боярских; Филарету Никитичу была, конечно, оказана особая почесть. 14 июня все они въехали в Москву, а несколько дней спустя, при раздаче наград, царь пожаловал Луговскому шубу и кубок.
В период времени с 1619 до 1628 года, будучи сначала думным дьяком в Разряде, затем московским дворянином и наконец думным дворянином, Луговской, по своей должности, сказывал разным лицам окольничество и боярство, объявлял решения по местническим счетам, ведал иногда Москву в отсутствие царя, причем имя его ставилось непосредственно после имен двух бояр и окольничего, обедал в торжественные дни у царя и у патриарха Филарета Никитича.
Флор Иудич Луговской отличался не только твердостью характера в решительные минуты; подчас он прибегал к крутым мерам, например в 1620 году, когда Иван Петрович Чихачёв вздумал местничаться с князем Афанасием Григорьевичем Шаховским, Государь указал им обоим быть в рындах 19 января, при приеме шведского посланника; Чихачев сказался больным и не поехал в город. По царскому указу бояре послали за Чихачевым, который и явился в золотую палату с двумя посохами. На вопрос бояр, отчего он не поехал в город, а велено ему быть в «белом платье» — Чихачов сослался, что лошадь его сломала ногу, когда царь «тешился за лосми». Луговской сказал: «болшо-де отбаливаешься от князь Офонасья Шеховского, за тем и в город не хотел ехать». Чихачев заявил, что бил челом государю на кн. Шаховского и будет просить у государя дать на него суд в отечестве. Бояре сказали, что можно ему быть меньше князя Шаховского, и приговорили «за князь Офонасьево бесчестье, велети бить кнутом». Такое постановление бывало часто; но Луговской сказал боярам: «Долго-де того ждать», да, взяв у Чихачева посох, стал бить его по спине и по ногам, а боярин Иван Никитич Романов другим посохом бил тоже по спине и по ногам. А говорили: «не по делом бьешь челом, знай свою меру!» и, бив его, велели ему «быть в белом платье, по прежней сказке».
В 1626 года на второй свадьбе царя Михаила Фёдоровича Луговской шел в числе дворян московских за санями государыни невесты Евдокии Лукьяновны.
В марте 1628 года, будучи в чине думного дворянина, он был назначен на воеводство в Казань вместе с боярином князем Алексеем Юрьевичем Сицким; оба они оставались на этом воеводстве два года, до начала марта 1630 года.
В 1632 году, в ходе Смоленскойая войны, во время похода русских войск под Смоленск, Луговской отправил туда на своих подводах 100 четвертей хлебных запасов.
В 1634 году в день Светлого Христова Воскресения видел «государевы очи».
В 1636 году тоже в день Светлого Христова Воскресения обедал у царя с патриархом Иосифом; кроме Ф. Луговского было три боярина и один окольничий.
Осенью 1636 года Луговской был отправлен с окольничим князем Фёдором Фёдоровичем Волконским в Путивль наблюдать за межеваньем земель.
Последнее известие о Луговском относится к 1637 году, когда он присутствовал 30 января при приеме царем Михаилом Фёдоровичем литовского гонца.
В указателе к «Боярским книгам» упомянуто, что он постригся в монахи. Год кончины неизвестен.